# Teun Sprong
Teunis (Teun) Sprong (Rotterdam, 16 februari 1889 – aldaar, 21 januari 1971) was een Nederlandse atleet, die zich had toegelegd op de lange afstand. Hij werd tweemaal Nederlands kampioen op de 25 km, nam tweemaal deel aan de Olympische Spelen en verbeterde ook het Nederlands record op de 25 km en de marathon.

## Biografie
In 1924 maakte Sprong zijn olympische debuut op de Olympische Spelen in Parijs. Op de marathon moest hij echter na circa 31 km wegens een voetblessure opgeven. Ook zijn landgenoot Bertus Brouwer stapte na deze afstand uit de wedstrijd. Vier jaar later nam hij samen met vijf andere Nederlanders opnieuw deel aan de olympische marathon op de Olympische Spelen in Amsterdam. Ook hier moest hij de wedstrijd voor de finish staken. Snelste Nederlander was toentertijd Henri Landheer, die met 2:51.59 een dertigste plaats behaalde.
Op de 20 km liep Sprong in 1923 een Nederland record van 1:12.18,4. Dit record hield elf jaar stand. Op de marathon was hij de eerste Nederlander die in 1927 met 2:54.07 een tijd binnen de 3 uur realiseerde. Zijn tijd werd pas in 1934 tot 2:53.26 verbeterd door Henri Landheer.
Teun Sprong was lid van het Rotterdamse DOS. Hij overleed op 81-jarige leeftijd in Rotterdam.

## Nederlands kampioenschappen
| Onderdeel | Jaar       |
| --------- | ---------- |
| 25 km     | 1924, 1925 |

## Persoonlijke records
| Onderdeel | Prestatie         | Datum         | Plaats    |
| --------- | ----------------- | ------------- | --------- |
| 20 km     | 1:12.18,4 (ex-NR) | 3 juni 1923   | Zeist     |
| marathon  | 2:54.07 (ex-NR)   | 24 april 1927 | Amsterdam |

## Palmares

### 25 km
- 1924:  NK - 1:33.01
- 1925:  NK - 1:31.17

### marathon
- 1924: DNF OS
- 1927:  marathon van Amsterdam - 2:54.07
- 1928: DNF OS